# Adam Bartsch

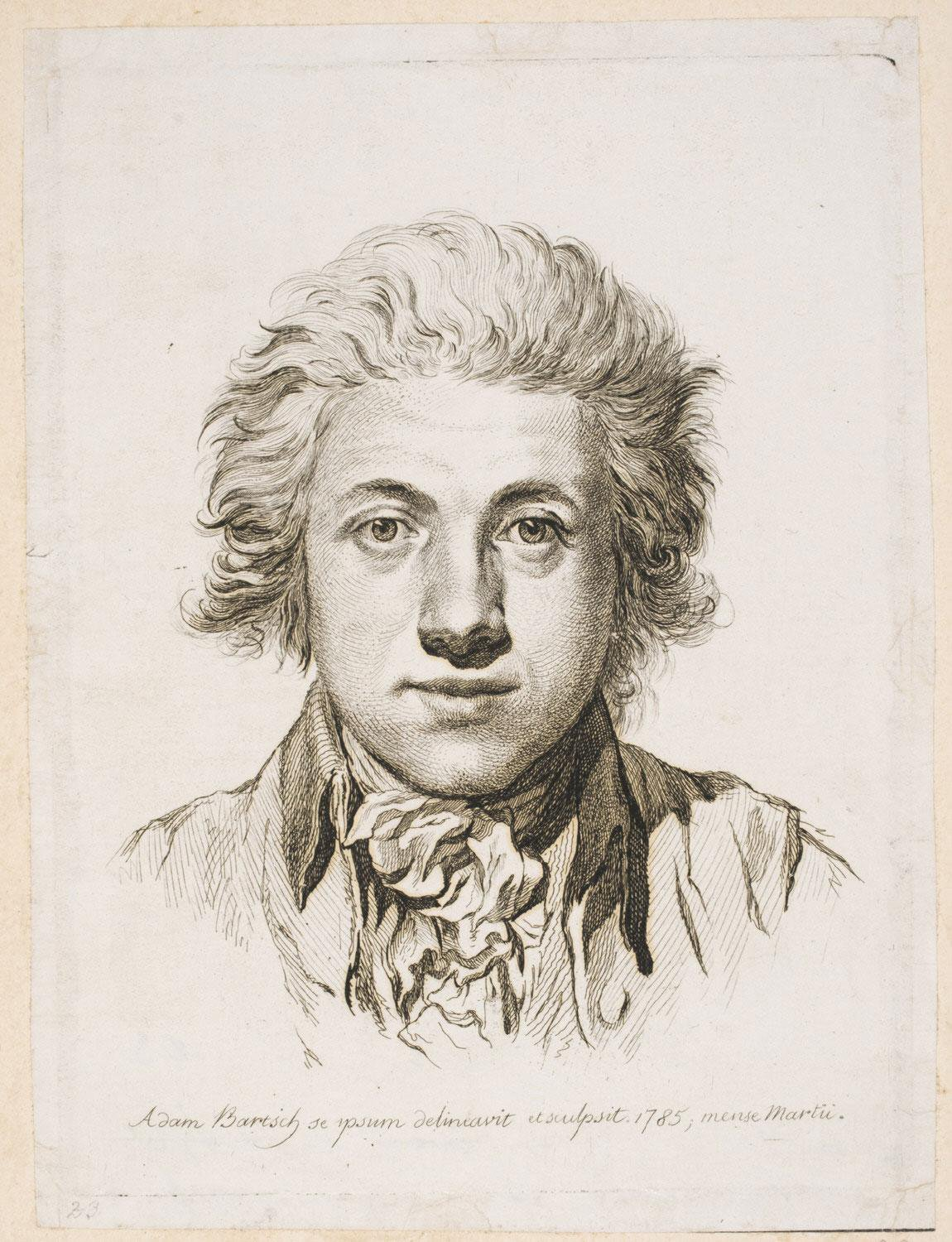
Zelfportret, 1785

Johann Adam Bernhard Bartsch (Wenen, 17 augustus 1757 – Hietzing, 21 augustus 1821) was een Oostenrijks graficus en kunsthistoricus.

## Biografie
Adam ("Ritter von" vanaf 1812) Bartsch trad in 1777 als schrijver in dienst van de keizerlijke Hofbibliotheek in Wenen, studeerde voor kopergraveur onder Jacob Schmuzer aan de Weense plaatsnijdersakademie en werd in 1791 als curator van de prentenverzameling van de hofbibliotheek benoemd, die hij tot zijn dood beheerde. Hij was raadsman van vele aanzienlijke verzamelaars, onder anderen hertog Albert von Sachsen-Teschen, die in zijn tijd een van de belangrijkste verzamelingen van grafische kunst en handtekeningen bijeenbracht. In de 20e eeuw leidde de combinatie van beide verzamelingen tot het tegenwoordige museum Albertina.
Vanaf 1794 publiceerde Bartsch wetenschappelijk onderbouwde catalogues raisonné over verschillende grafici. Tussen 1803 und 1821 gaf hij in 21 delen zijn magnum opus uit: Le Peintre Graveur met talrijke inventarissen van de grafische kunst van oude meesters van de 15e tot en met de 18e eeuw.
Kort voor zijn dood publiceerde Bartsch in 1821 Anleitung zur Kupferstichkunde, waarin hij poogde, zijn kennis en ervaring samenvoegend, aan leken de vaak moeilijk toegankelijke en versnipperde kennis over de geschiedenis en de techniek van de grafische kunst over te brengen.
Naast zijn wetenschappelijke werkzaamheden was Bartsch ook kunstzinnig actief en behoorde met zijn bijna 600 bladen omvattende oeuvre tot de vernieuwendste en interessantste grafici van zijn tijd. Naast een reeks opmerkelijke portretten, illustraties, uniform- en klederdrachtuitbeeldingen wijdde Bartsch zich vooral aan de reproductie van tekeningen van oude meesters en produceerde talrijke bladen die voor een deel afzonderlijk, voor een deel als serie of als verzamelwerken werden gepubliceerd en hem tot een van de belangrijkste grafici op dit gebied maakten.

## Werk

### Le Peintre Graveur
Tussen 1803 en 1821 verscheen Le Peintre Graveur in 21 delen. Het in het Frans geschreven werk omvat de inventarisatie van grafiek van de oude meesters van de 15e tot en met de 18e eeuw, gerangschikt naar school. Het wordt heden ten dage nog als standaardreferentie aangehaald. Bartsch voerde het naar hem genoemde volgnummersysteem in voor de etsen van Rembrandt van Rijn (bijv. „Bartsch 17“ of „B17“) en voor het grafische werk van vele andere kunstenaars. Het systeem van Bartsch geldt tot op de dag van vandaag als standaard.
Het groot opgezette corpus The Illustrated Bartsch (TIB), dat sinds 1978 verschijnt (Abaris Press, New York) en dat op minstens 164 delen begroot is, heeft tot doel om de inhoud van de Peintre Graveur in de vorm van platenboeken te illustreren en door begeleidende commentaardelen aan te vullen. Hoewel de platenboeken voor het grootste deel al zijn uitgegeven, zijn de tekstdelen, die de inventarissen van de betreffende kunstenaars op de actuele onderzoeksstand moeten brengen maar voor een klein deel beschikbaar.